# 磺溪 (臺北市)

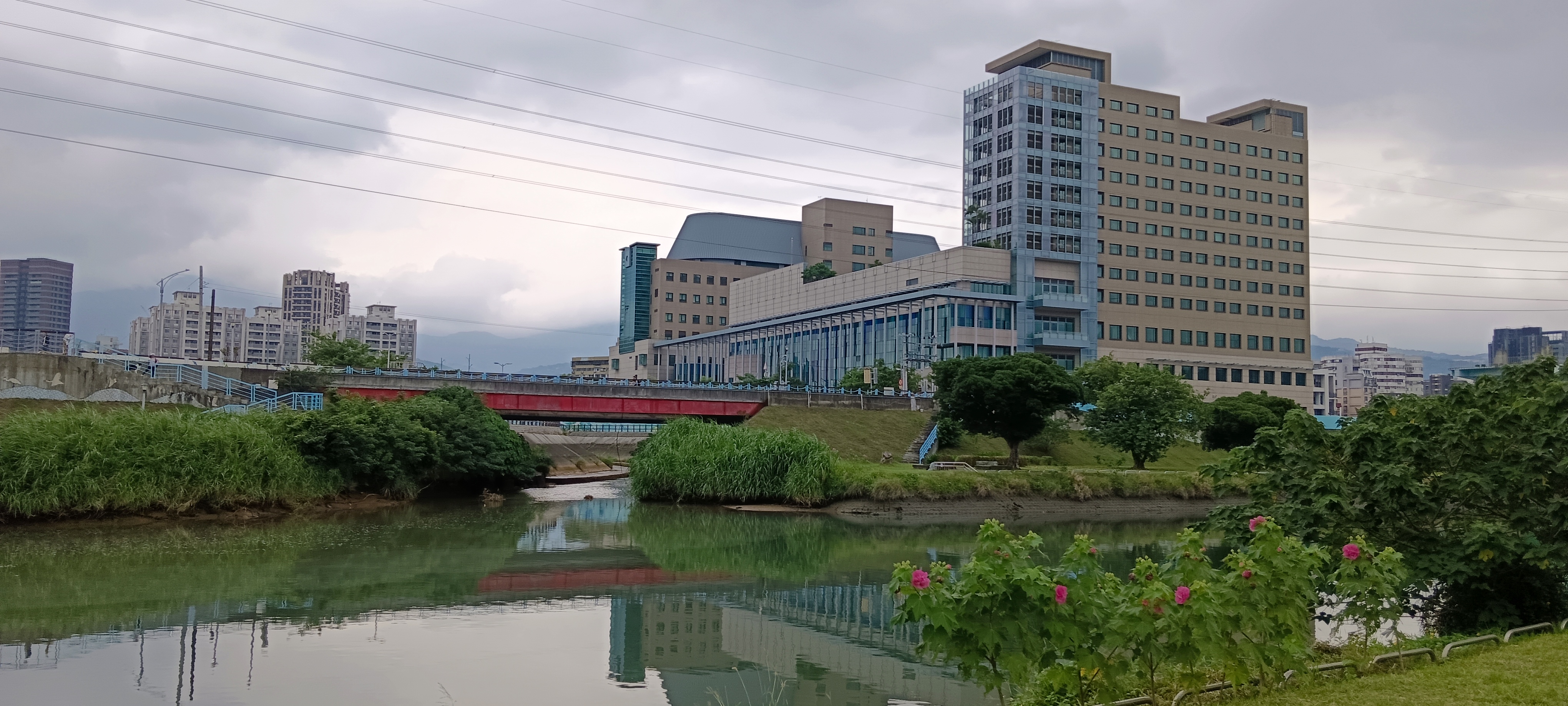
(南)磺溪(南北向)與外雙溪(東西向)交會處、位於建德橋(紅色)橋下，右邊近旁樓房(藍色)為法官學院與高等行政法院；遠處為大屯山及七星山山脈。

磺溪（亦稱南磺溪、Southern Sulfur creek）位於台灣北部，屬於淡水河水系，為外雙溪的支流。流域分佈於台北市北投區、士林區。磺溪的後段亦為北投區及士林區的界河。上游又稱陽明溪，發源於陽明山國家公園的七星山小油坑，流經竹子湖、過峰頂橋後匯入另一個發源於竹子湖西側的源流下湖溪，之後在頂北投一帶匯入支流紫明溪（烏樹腳坑溪）後始稱磺溪，然後於猴洞附近匯集來自華岡地區的支流松溪後成為北投區、與士林區的邊界河流，最後於外雙溪沿溪道路之「建德橋」（士林之「司法院法官學院」、及「臺北高等行政法院辦公廳舍」旁）下注入基隆河的支流外雙溪。

## 名稱由來
磺溪因上游有硫磺而得名、溪水含硫磺不適生飲。有時為與同樣發源於七星山，但往北流至新北市金山區出海的另一條（北）磺溪區隔，稱本溪為南磺溪，而該溪為北磺溪。

## 溪流周邊

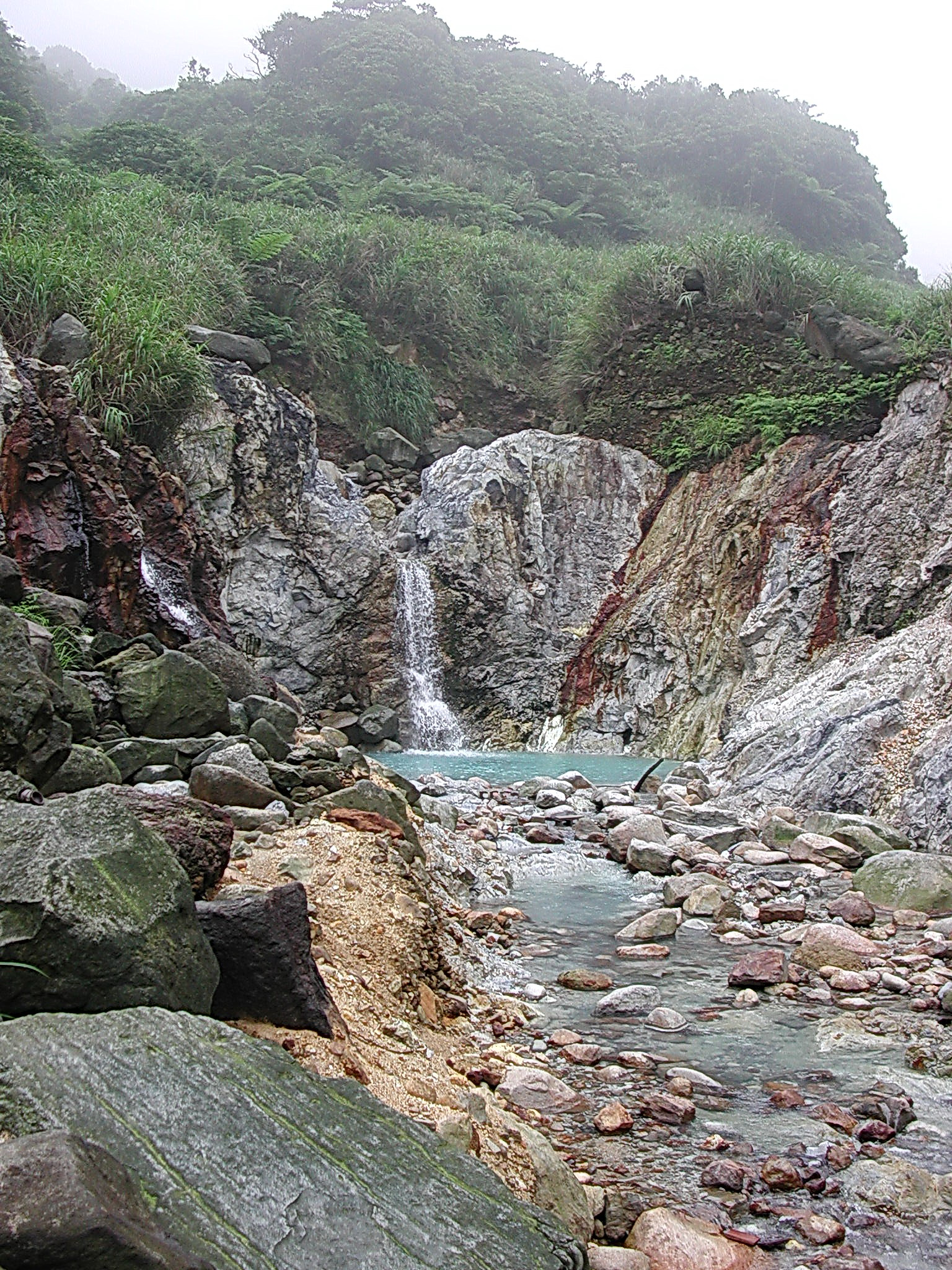
陽明山磺溪

從陽投公路（北投區泉源路）上的惇敘高工到天母西路的磺溪橋段，是磺溪的中游，地勢落差有150公尺。行義路沿著溪谷一路下降，路旁有許多可泡溫泉的餐廳。自磺溪橋至建德橋之間沿溪兩岸均築有堤岸步道、栽種有金露花（堤岸步道旁的綠籬）、櫻花樹等喬灌木樹種，可供散步、健行、賞鳥等休閒活動。介於明德橋及東華僑之間、即北投區榮華里與士林區蘭興里之交界段落，段落兩岸除堤岸散步道外靠溪沿岸均另建有平行堤岸散步道之單一出入口專用「沿溪賞鳥步道」。

### 淡水信義線鐵路橋
淡水信義線在明德站與芝山站間介於東華橋及建民橋的河段跨過（南）磺溪。

### 磺溪彩虹健康步道
沿著磺溪之軟橋與磺溪橋之間，兩岸設有「磺溪彩虹健康步道」。

### 跨磺溪之橋
- 永和橋（位於天母北路,雙向橋/雙向單車道、人行道）
- 磺溪橋（位於天母西路,雙向橋/雙向單車道、人行道）
- 同行橋（2012年建，位於磺溪橋旁，連接磺溪兩岸「磺溪彩虹健康步道」，僅限行人）
- 天母橋（連接榮華三路及中山北路六段405巷雙向橋/雙向單混合車道）
- 天母橋旁行人便橋（行人）
- 「蘭興一號公園」旁小型木造鋼骨便橋（行人）
- 華興橋（榮華里「福德宮」旁中型水泥便橋/行人）
- 明德橋（連接北投區明德路150巷及士林區克強路、中山北路六段/雙向橋/雙向單車道、人行道）
- 東華橋（北接東華街,南接福華路,平行捷運紅線北邊/單向橋往淡水方向/單向雙車道、人行道）
- 淡水信義線鐵路橋
- 建民橋（北接西安街,南接福華路,平行捷運紅線南邊/單向橋往台北市區/單向雙車道、人行道）
- 軟橋（2014年至2022年間曾更名為「石牌橋」，北接北投區文林北路，南接士林區文林路/雙向橋/雙向三車道、中央分隔島、人行道）
- 文林橋（位於福國路, 雙向橋/雙向各2車道、自行車與人行道, 2017年4月通車)
- 建德橋（雙向橋/雙向單混合車道、平行外雙溪）

## 磺溪主要支流
- 磺溪（南磺溪）：台北市北投區、士林區
  - 松溪：台北市北投區、士林區
  - 紫明溪（烏樹腳坑溪）：台北市北投區
  - 下頂湖溪：台北市北投區
  - 竹子湖溪：台北市北投區
    - 上頂湖溪：台北市北投區
    - 泉源溪：台北市北投區

  - 陽明溪：台北市北投區

## 外部連結
- 經濟部水利署水利櫥窗-雙溪、磺溪水系
- 台北村落之聲-都市流域願景─從磺溪到「磺溪生活流域」，因溪而生的環境行動
- 微笑台灣-造訪台北磺溪最美的地方，看見城市水脈歷史